# Jesús Moncada Estruga
Jesús Moncada Estruga (Mequinenza, 1941. december 1. – Barcelona, 2005. június 13.) katalán nyelven alkotó spanyol író, műfordító.
Korának egyik legfontosabb katalán mű szerzőjeként számos munkájáért díjat kapott, többek között Barcelona város díját vagy 1989-ben a Nemzeti Kritikusok Díját Camí de sirga (Sirga Path) vagy Creu de Sant Jordi, amelyet a katalán Generalitat 2001-ben díjazott. 2004-ben megkapta az aragóniai irodalmi díjat, amelyet néhány hónappal halála előtt nyert el.
Jesús Moncada a kortárs katalán irodalom egyik legtöbbet fordított szerzője. A Camí de sirga-t tizenöt nyelvre fordították le, köztük japánra és vietnami nyelvre. Moncada számos művet fordított katalán nyelvre spanyolul, franciául és angolul olyan szerzőktől, mint Guillaume Apollinaire, Alexandre Dumas, Jules Verne és Boris Vian.

## Élete, pályája

### Gyermekkor és fiatalság Mequinenzában
Jesús Moncada 1941. december 1-jén született a régi Mequinenza városban, a Bajo Cinca régióhoz tartozó Ebro, amely Segre és Cinca folyók összefolyása található. Ő volt a José Moncada és María Estruga által kötött házasságának elsőszülött fia. Calle de Zaragoza és Callejón de San Francisco sarkán található házban élt, amelynek romjai ma is láthatók. A szülőknek volt egy boltja, az apjának emellett néhány partnerével együtt olajmalma volt. 
Az üzletben a vásárlók és a szállítók elmeséléseiből gyermekkorában kezdett hallani a folyóról és a városról szóló történeteket, olyan anekdotákat, amelyek szórakoztatták, miközben felébresztette a fantáziáját, csakúgy, mint később azok, amelyek a kávékról szóltak.
A család jó könyvtárral rendelkezett, és már egészen kicsi korától kezdve nagyon szeretett olvasni, írni és rajzolni. Moncada mindig úgy emlékezett a gyermekkorra, mint egy nagyon boldog időre a Mequinenza-medencében ahol a kis Moncada a barátaival gyakran ment halászni, úszni és vitorlázni. 
És valóban, a folyó világa iránti bűvölete nyilvánvaló volt könyveiben. Nem meglepő tehát, hogy évekkel később, amikor ennek a világnak a fennmaradását fenyegette a Mequinenza és Ribarroja víztározók építése, amelyeknek a település egy részét el kellett árasztani,  az építőkkel és a tengerészekkel folytatott hosszú beszélgetések során információkat kezdett gyűjteni, amely alapanyag később nagyon hasznos volt a könyvei számára, mind a folyó saját lexikonjának használatakor, mind a megjelenő karakterek jellemzésénél.

### Zaragoza és visszatérés Mequinenzához
Abban az időben, amikor a továbbiakban nem folytathatta a felkészülést Mequinenzában, a szülők egy világi bentlakásos iskola mellett döntöttek Zaragozában, mivel csak Lleidában voltak felekezeti iskolák. A választott iskola a Santo Tomás de Aquino központ volt, amelyet José Antonio Labordeta énekes, valamint Miguel Labordeta költő édesapja alapított; egy szabadelvű központ, amelyben egy serdülő Moncada megkapta első irodalmi díját: Ramón y Cajal emlékét a gyermekkorról és a fiatalságról egy mequinéni legenda felújításáért. Zaragozában, ahol 1953 és 1958 között tanult, befejezte az általános középiskolát, és amíg középiskolát végzett, tanítást tanult.
Miután befejezte tanári karrierjét, rendkívüli díjjal, ideiglenes tanárként pályázott Mequinenzába, de ezt elutasították, mert még nem töltötte be a tizennyolcadik életévét. Tanári segédként kezdhetett dolgozni. Később annak ellenére, hogy megnyerte az ellenzékeket, lemondott egy kisvárosban betöltött tisztségéről, és inkább néhány hónapig dolgozott Zaragoza központjában, majd katonai szolgálatot kellett teljesítenie. Katonai szolgálata befejezése után visszatért Mequinenzához, tudatában volt azonban annak, hogy a festészet és az írás nagyon tetszik neki.

### Transzfer Barcelonába
Edmon Vallès, a mequinai történész, esszéista és műfordító tanácsát követve Moncada 1966 szeptemberében költözött Barcelonába azzal a szándékkal, hogy teljes mértékben a festészetnek és az irodalomnak szentelje magát. A kezdetek azonban egyáltalán nem voltak könnyűek az a kiadói projekt, amelyben Edmon Vallès reménykedett nem sikerült, és Moncada munka nélkül találta magát, távol a családjától és egy teljesen idegen helyen. Az első évet Barcelonában töltötte, egy mekkai festő műhelyében, Santiago Estrugában. Két részre osztották a napot, a délelőttöt a reklámfestésnek szentelték, hogy megélhessenek – a hármasra akasztható négyszögek – emlékezett Rient -, a délutánt pedig a nekik tetsző festészetre. Amikor befejezték a napot, még volt ideje és kedve, hogy a Könyvművészeti Iskolában tanuljon.
Egy évvel később, a mequinzeni Edmon Vallés jóvoltából lehetősége nyílt bejutni a Montaner y Simón kiadóba, ahol a Mondadori ifjúsági enciklopédia fordítását ellenőrizte. Pere Calders vette fel, aki nemrég tért vissza Mexikóból a száműzetésbõl, és a gyártási osztály vezetőjeként dolgozott. Moncada, aki még nem írt semmit, mióta Barcelonába telepedett, megírta az első novelláját katalán nyelven: "Joc de Caps". Pere Caldersnek nagyon tetszett ez az első történet, és arra bátorította, hogy folytassa az írást, és  Mequinenza beszédének beépítését az elbeszélésekbe. A munkaidő végén sokáig a kiadónál maradtak írni, vagy együtt mentek az Ateneu Barcelonésba. Hozzászóltak, amit írtak, és Calders a katalánnal folytatott első próbák során segített neki megtanulni a varázslatot.
Irodalmi díjakért jelent meg annak érdekében, hogy nyilvánosságra hozza a történeteket, és néhány kiadót érdekeljen szerkesztésük. A "La lluna, la pruna"-val elnyerte a Brugues-díjat (1970), a "Bal kéz története" című összeállítással a Joan Santamaria-díjat (1971), a "Krónika az utolsó rum" -val a magazin Crida második díját. Serra d'Or (1971) és a "Narraciones del Ebro" Jaume March-díjjal (1980). Az első publikált szöveg az "Utolsó rum krónikája" volt, amely 1971 márciusában jelent meg a Serra d'Or magazinban. Ez egy elbeszélés, amelyben a moncadai irodalmi világ néhány kulcsa már látható.

### Érettség
Apránként azonban rájött, hogy lassú és aprólékos munkamódszere miatt a munkanap letelte után nem folytathatja a festészet és az irodalom egyszerre történő elkötelezettségét. Végül az irodalmi díjak és az Ediciones de la Magrana-ban megjelent első könyvének, a „Bal kéz és egyéb elbeszélések történetei” megjelentetésének ösztönzésével, amely tizenhét narratívát tartalmazott, úgy döntött, hogy félreteszi a műanyagot, és szenteli azokat az órákat a munka szabadon hagyta az írást. Ez lehetővé tette számára, hogy négy évvel később kiadja a második mesekönyvet: "El Café de la Rana".
Mindig emlékezett a Montaner y Simón kiadón keresztül történő átjutásra, mint nagyon gazdag színpadra mind a dolgozók: Pere Calders és Josep Soler, mind azok számára, akik meglátogatták őket: Avel·lí Artís Gener "Tísner", Félix Cucurull, Xavier Benguerel, Botey Giménez szobrászművész... és az általa megélt anekdoták. És valójában, amikor megbetegedett, egy olyan regényen dolgozott, amelynek ideiglenes címe "Dante SL" volt, és ahol tervezte az abban az évben megélt környezet megújítását. A regény befejezetlen maradt, mivel 2004 őszén tüdőrákot diagnosztizáltak nála  és 2005. június 13-án halt meg egy barcelonai klinikán. A szerző kérésére hamvait Mequinenzába vitték, és elhelyezték azon a helyen, amelyet otthona foglalt el Mequinenza óvárosában. Július 9-én posztumusz megkapta Mequinenza "kedvenc fia" kitüntetését.

## Irodalmi művei

### Regények
- Camí de Sirga (Towpath) (1988)
- La galeria de les estàtues (A szobrok galériája) (1992)
- Estremida memoria (Remegett emlék) (1997)

### Novellák
- Històries de la mà esquerra i altres narracions (A bal kéz történetei) (1981)
- El cafè de la granota (A béka kávéja) (1985)
- Calaveres atònites (Calaveres atònites koponyák) (1999)
- Árvíz (2000)
- Contes (első három mesekönyvének összeállítása) (2001)
- Cabòries estivals i altres proses volanderes (2003)

### Műfordításai
- Llorenç, Joan Cortada, Barcelona: Curial, 1987.
- Don Joan, a barcelonai Guillaume Apollinaire: La Magrana, 1988.
- Memòries d'una cantant alemanya, W. Schroeder-Devrient, Barcelona: La Magrana, 1988.
- La senyoreta de Mustelle i les seves amigues, írta: P. Du Bourdel, Barcelona: La Magrana, 1988.
- Claude Crébillon, Barcelona: La Magrana, 1989, Retaule dels costums del temps.
- Feixugues, lencsék, szerző: André Hardellet, Barcelona: La Magrana, 1989.
- Carrer de l'estació, 120, Léo Malet, Barcelona: La Magrana, 1991.
- Monika nővér, a barcelonai ETA Hoffmann-ból: La Magrana, 1992.
- Confessió de la senyoreta Safo, Pidansat de Mairobert, Barcelona: La Magrana, 1992.
- Luxusszállások morts van la mateixa Pell, a Boris Vian, Barcelona: La Magrana 1993.
- Titkos oktatás, névtelen munka, Barcelona: La Magrana, 1993.
- Mort als lletjos, Boris Vian, Barcelona: La Magrana, 1994.
- L'Escola de les amants, Duponchel-Hankey, Barcelona: La Magrana, 1994.
- Confidència africana, készítette: Roger Martin du Gard, Barcelona: La Magrana, 1995.
- Egy viktoriánus hölgy, névtelen mű, Barcelona: La Magrana, 1995.
- Disbauxes, de Donville, Barcelona: La Magrana, 1996.
- Els tölti ki a Capità Grant -t, Jules Verne, Barcelona: La Magrana, 1996.
- Memòries d'una puça, készítette: Hippolyte de Saint Amour, Barcelona: La Magrana, 1997.
- Les paraules de Lila, Chimo, Barcelona: La Magrana, 1997.
- El fiacre, Osman Walter, Barcelona: La Magrana, 1998.
- A La volta al món en vuitanta meghal, Jules Verne, Barcelona: La Magrana, 2000.
- L'illa misteriosa, Jules Verne, Barcelona: La Magrana, 2001.
- Montecristo grófja, szerző: Alexandre Dumas, Barcelona: La Magrana, 2002.

## Festményei
Az első műanyagipari kiállításokat 1966-ban és 1970-ben rendezték Mequinenzában. A következő évtizedben egyéni és csoportos kiállításokon vett részt Katalónia különböző városaiban: L'Abast Mataróban (1977 és 1978), a barcelonai Unesco iskolákban (1977), a Botiga de Coses de Vilassar de Mar-ban (1979) és az Arenys de Mar Laietana Takarékpénztára (1980). Olvasói többsége csak az író haláláig fedezte fel képi oldalát a Mequinenzában (2005), Tarragonában (2005), Léridában (2006, 2009), Barbastróban (2007) és Calatayudban (2007) megrendezett kiállítások eredményeként. Képi munkásságának nagy része jelenleg a Mequinenza Történeti Múzeumban látható, a Mequinenza Múzeumokban, amelyek Moncadának szentelt teret tartalmaznak.

## Fényképészeti munkái
2014-ben a Museu Etnològic de Barcelona a Mequinenza Városi Tanáccsal együttműködve elkészítette a Mequinensa! Jesús Moncada fényképei. A kiállítás lehetővé tette, hogy átnézzük Jesús Moncada saját fotóit, amelyeket Mequinenza óvárosában készített, mielőtt eltűnt a Ribarroja víztározó vize alatt az 1970-es évek elején, irodalmi műveinek különböző szövegeivel kombinálva .

## Moncada és Mequinenza

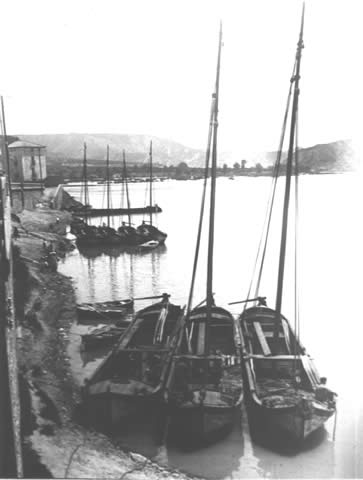
Llauts Mequinenza óvárosában

A hetvenes években megjelent első írásai és mindenekelőtt a Camino de sirga regény megjelenése a nyolcvanas évek végén – bőven díjazott mű, a kritikusok szinte egyöntetű támogatásával és széles körben az olvasóközönség elismerése az országon belül és kívül egyaránt, Moncada irodalmi érdeklődését elsősorban Mequinenza városra és az Ebro folyóra összpontosította: a város városi és vidéki földrajza, lakói viselkedése és pszichológiája, a hagyományos hajózás az Ebro-n keresztül, a Mequinenza-medence bányászati tevékenységeinek fellendülése és hanyatlása, valamint az egész világhoz kapcsolódó különféle társadalmi-politikai és társadalmi-gazdasági szempontok.
Éppen ezért Jesús Moncada műve univerzális jellegű, amely lehetővé teszi a részek elolvasását és megértését, ezt bőven bizonyítja történeteinek és regényeinek újbóli kiadása, valamint a nyelvek jó csoportjára történő fordítása. Moncada, mint nem egy alkalommal vallotta be, szívesen beszél szövegeiben arról, amit alaposan tud. Kétségtelen, hogy Mequinenza lakosságának egy része eltűnik a Ribarroja víztározó vize alatt, és lerombolja az óváros többi részét, a folyók iránti mindig is érzett rajongás mellett, egyedülállóan és mélyrehatóan jelzi munkáját.
Mind a több kórusregényben, mint például a "The towpath" vagy a "Remegő emlék", vagy többes számban, mint például a "The Statues Gallery", a mequinai hangulat és az ebro vízi út nagyon jelen van. Utcák, terek, kávézók, táncházak, gyümölcsösök, az Ebro kikötői, barnaszénbányák és bányászok, llautok és lauterek, polgárok, kereskedők, földművesek... ez a kicsi, sűrű és finom irodalmi tér sokak felén kialakul idők a dráma és a vígjáték között, gyakran humorral, iróniával, szatíra, gyengédség, halál és temetési rituálék ázva, olyan stílusban, amely szemléli a szóbeliséget és elárasztja az élénk, gazdag, kifejező szavakat és nagyon bonyolult, elkerülve azonban a mequinenzai nyugati katalán lexikont és frazeológiát.

## Díjai és kitüntetései
Amikor egy interjúban megkérdezték tőle, miért nem jelent meg az irodalmi díjakért, Moncada mindig elmagyarázta, hogy eltűnt az érdeklődése az ilyen típusú verseny iránt, amikor volt egy szerkesztő, aki érdeklődött művei publikálása iránt. 1988-ban a " Camino de sirga " nagy visszhangot kapott mind a nyilvánosság, mind a kritikusok részéről. Első regényét, amelyet a kortárs katalán irodalom egyik legjobb alkotásának tekintenek, Joan Crexells-díjjal (1988), Irodalmi díjjal (1988) tüntette ki a Fundación de Amigos de las Artes y de las Letras de Sabadell, a Országos Kritikusok Díja (1988), Serra d'Or Kritikusok Díja (1989) és Barcelona Város Díja (1989). Emellett az Országos Irodalmi Díj döntőse volt (1988).
A "Memória megrendült" címmel másodszor is elnyerte Joan Crexells-díjat (1997) és a Serra d'Or Kritikus-díjat (1998), valamint Humbert Torres-díjat. Moncada irodalmi munkásságát munkatársai is nagyra értékelték, mivel ő volt az első író, aki Jaume Fuster-díjat kapott a katalán nyelvű írókért. Ugyanebben az évben érdemeit elismerték mind Katalóniában, mind Aragoniban, mivel a Katalónia Generalitat Szent Jordi keresztjével és a Zaragozai Tartományi Tanáccsal, Santa Isabel de Portugal éremmel tüntette ki. Végül 2004- ben az aragóniai Cortes odaítélte neki az aragóniai irodalmi becsületdíjat, amely díjat először egy aragóniai szerző kapott, aki művét katalán nyelven írta.

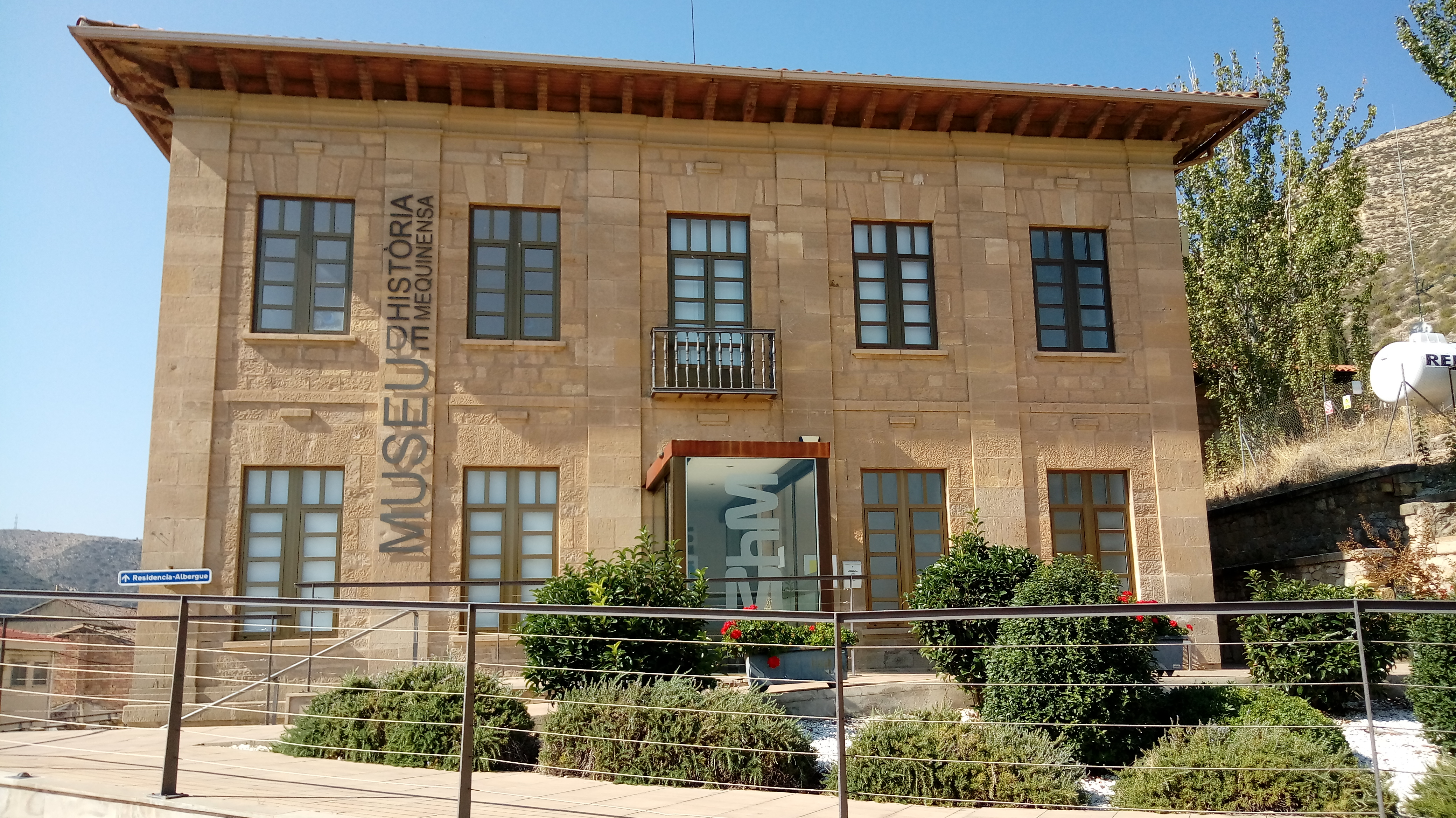
Mequinenza Történeti Múzeum

A halála kedvenc Mequinenza fiáról elnevezett Jesús Moncadának saját területe van a Mequinenza Múzeumban. A Mequinenza Történeti Múzeumban található Moncada tér lehetővé teszi, hogy alaposan felfedezze képi, irodalmi és fényképészeti munkásságát.

## Jesús Moncada életműve
Jesús Moncada, aki lassan és aprólékosan készítette el írásait, egy bizonyos pillanatban úgy döntött, hogy félreteszi a festészetet, és teljes mértékben odaadja magát műveinek megírására, valamint a különböző kiadók számára készített megrendelések és fordítások befejezésére. Noha Moncada egy rövid mű – három mesekönyv, három regény és cikk-összeállítás – szerzője, irodalma nagy érdeklődést váltott ki, eltekintve az olvasók jelentős számától, a tudósok és a fordítók körében.
A munkája körüli tanulmányokat illetően számos monográfia található magazinokban, olvasási útmutatók, doktori dolgozatok, áttekintések, általános és szakcikkek, amelyek a regények és történetek elemzése mellett olyan szempontokat is tartalmaznak, mint a névtan, a lexikon, frazeológia, nyelvhasználat, mítosz vagy szatíra.
Moncadian próza igen gazdag sajátos kifejezéseket, különösen a kifejezések és set kifejezéseket. Mequinenza beszédének frazeológiái és sajátos fordulatai narratív funkcióval jelennek meg, mivel gyakran támogatják Jesús Moncada humorát és iróniáját. Emellett a kidolgozott terület kulcsfontosságú elemei a terület jelenléte (a mequinenzai topográfia és éghajlat helynevein, jellegzetes elemein keresztül), a lexikon és a frazeológia, valamint a llaiterek és bányászok műveire történő utalások. stílusa Jesús Moncada.
Másrészt a moncadai művet huszonegy nyelvre fordították. Kiemelkedik az összes szépirodalmi kötet spanyol nyelvre történő fordítása, de figyelembe kell vennünk a Camino de sirga aragón és galíciai fordítását is – a cím szintén nyelvekre lefordítva -, valamint azt az érdeklődést, hogy Moncada egymástól távol eső nyelveken is olvasható Japán vagy vietnámi.

## Fordítás
- Ez a szócikk részben vagy egészben  a   Jesús Moncada című spanyol Wikipédia-szócikk ezen változatának fordításán alapul.  Az eredeti cikk szerkesztőit annak laptörténete sorolja fel. Ez a jelzés csupán a megfogalmazás eredetét és a szerzői jogokat jelzi, nem szolgál a cikkben szereplő információk forrásmegjelöléseként.